# Pätsurahu
Pätsurahu est une île d'Estonie.

## Géographie
Elle se situe à proximité de la côte Est de Vilsandi. 